# 桑岛麂羚
桑岛麂羚（學名Cephalophus adersi），别名桑岛霓羚，是一种小型森林麂羚，仅分布与坦桑尼亚的桑给巴尔岛和肯尼亚的阿拉布口索口科國家公園。有些学者曾经认为桑岛麂羚是红麂羚，哈氏麂羚或青臀麂羚的亚种。
桑岛麂羚肩高30厘米。分布于东部桑给巴尔的麂羚有12千克重，而南部桑给巴尔的麂羚体重仅7.5千克。桑岛麂羚有著赤褐色的毛皮，頸部呈灰色，背部及腹部較淺色。在頭頂上有一細少紅色的冠狀物。桑岛麂羚有細少的角，約長3-6厘米。
桑岛麂羚生活在靠岸的森林及林地，以當中從樹上掉下的花、樹葉及果實為食物。桑岛麂羚是白天活動的動物，由黎明時份至中午出沒覓食，在正午休息，並再次活躍直至黃昏。牠們是一對的生活並擁有細少的領土。
據估計約有1400頭桑岛麂羚存在世上。牠們受到棲息地的破壞、流浪犬及，尤其是過度的獵殺所威脅。桑岛麂羚被癢殺的原因是牠們所擁有的軟皮及甜美的肉質。

## 外部連結
- Finnie. . The IUCN Red List of Threatened Species 2004.   [2007年3月13日].
- . ITIS.